# Anisolabis maritima

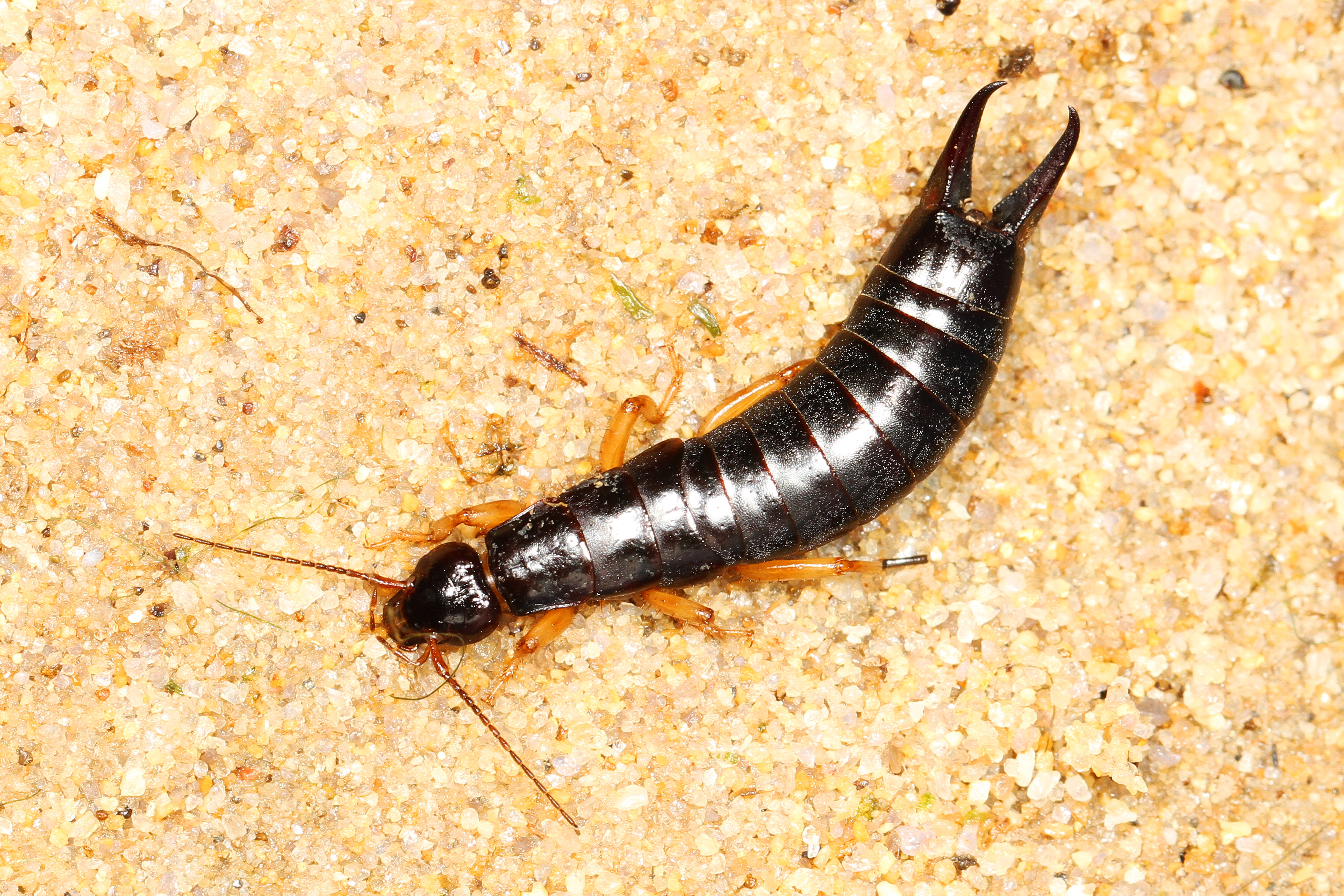
Weibchen

Anisolabis maritima, auch Meerstrandohrwurm genannt, ist eine Art der zu den Insekten gehörenden Ohrwürmer. Die ursprünglich in Ostasien beheimatete Art wurde weltweit verschleppt und ist dadurch auch unter anderem in Südeuropa und Nordamerika zu finden.

## Merkmale
Die Körperlänge beträgt 16–30 mm. Jedoch sind beachtliche regionale Unterschiede in der Körpergröße zu finden, Tiere aus Japan sind beispielsweise größer als Exemplare aus Europa. Die Körperfarbe ist braun bis schwarzbraun, die Unterseite rötlichbraun. Die Beine sind einfarbig gelb. Die Flügel fehlen völlig. Die Cerci der Männchen sind asymmetrisch, eine der beiden kräftigen Zangenhälften ist stark nach innen gebogen. Die Antennenglieder sind alle gelb gefärbt. Adulte Exemplare besitzen nach Steinmann 19 und nach Bey-Bienko 22–25 Antennenglieder.

### Ähnliche Arten
In Europa kann die Art vor allem mit Euborellia arcanum, aber auch mit Euborellia annulipes und Euborellia moesta verwechselt werden. E. annulipes besitzt jedoch geringelte Beine und E. moesta überwiegend dunkle Beine. Außerdem bleiben beide Arten kleiner als A. maritima. Bei E. arcanum sind die Antennenglieder braun mit mehreren weißen Gliedern zur Spitze hin, der Körper ist außerdem dunkler und die Zangen weniger markant und bei den Männchen weniger eingebogen. In Neuseeland kann die Art mit Anisolabis littorea verwechselt werden.

## Verbreitung
Das ursprüngliche Verbreitungsgebiet der Art liegt in Ostasien. Hier ist die Art bekannt aus Südkorea, Nordkorea, Japan und der Region Primorje in Russland. Anisolabis maritima wurde jedoch weltweit verschleppt. In Europa findet sich die Art von den Azoren, Madeira und den Kanaren über den Mittelmeerraum bis in die Küstenregionen rund um das Schwarze Meer. In Nordamerika kommt die Art vor allem entlang der Ostküste vor, von Nova Scotia bis Florida sowie auf den Bermudas. An der Westküste kommt die Art vor allem rund um die Straße von Georgia, bei Seattle sowie rund um San Francisco, Los Angeles und San Diego vor. Weitere Fundorte sind Südafrika, Australien, Neuseeland, die Karibik, Mittelamerika und manche Küstengebiete Südamerikas. Weitere Verschleppungen als die bisher genannten sind möglich.

## Lebensraum
Die Art lebt zwischen Spülicht an Küsten und Flussufern, im oberen Litoral, auch in feuchten Wäldern. Sie wird auch durch Schiffe mit der Ladung verschleppt. Als Verstecke werden vor allem dunkle, warme und feuchte Orte gewählt. Auffällig ist, dass die Art fast immer in Küstennähe lebt.

## Lebensweise
Die meisten Nachweise der Art gelingen zwischen März und Oktober, jedoch ist sie ganzjährig zu finden. Die Ernährung findet vorwiegend räuberisch von anderen Wirbellosen statt, beispielsweise von Asseln, Flohkrebsen, Grillen, Ameisen oder Käfern, auch Kannibalismus ist bekannt.
Die Nymphen entwickeln sich je nach klimatischen Verhältnissen über den Sommer und frühen Herbst hinweg.
Die Männchen können mit ihren kräftigen Zangen Konkurrenzkämpfe austragen. Bei größeren Männchen ist dabei eine besonders große Körpergröße von Vorteil; größere Männchen gewinnen mehr Kämpfe. Bei kleineren Männchen sind besonders asymmetrische Zangen von Vorteil bei Kämpfen.
Weibchen setzen ihre Zangen auch zur Verteidigung ihrer Nester ein. Dabei ist auch bei Weibchen die Körpergröße ein Faktor für die erfolgreiche Verteidigung. Größere Weibchen können ihre Nester besser gegenüber Artgenossen verteidigen, die die Eier fressen wollen, wodurch sich der Bruterfolg erhöht. Eine hohe Körpergröße bietet somit in beiden Geschlechtern einen Selektionsvorteil. Anisolabis maritima lebt häufig in Aggregationen, größere Aggregationen führen jedoch nicht zu einem stärkeren Kannibalismus von Eiern anderer Individuen.
Anisolabis maritima besitzt ein ausgeprägtes Brutverhalten, Eier werden von Schimmelpilzen gesäubert und die Nymphen werden von den Weibchen gefüttert. Sieht sich ein Weibchen dazu gezwungen, das Gelege aufzugeben, frisst es zuvor alle Eier, um keine Energieressourcen zu vergeuden. Weibchen, die künstlich von ihrem Gelege entfernt wurden, hatten größere Folgegelege in kürzeren Abständen, jedoch einen geringeren Bruterfolg. Es ist jedoch auch Kannibalismus von Weibchen an ihren eigenen Eiern bekannt. Dabei fressen vor allem Weibchen mit im Verhältnis zur Körpergröße besonders großen Gelegen ihre Eier, um einen Ernährungsmangel auszugleichen. Außerdem werden bevorzugt die jüngsten Eier gefressen, um die gesamte Brutdauer zu verkürzen. Nicht lebensfähige Eier werden aus hygienischen Gründen ebenfalls gefressen. Gegen Ende des Nistens steigt die Rate an Kannibalismus, was darauf hindeuten kann, dass die Nymphen ebenfalls Eier fressen. In Abwesenheit von Weibchen fallen die Eier meist Verpilzungen zum Opfer.

## Taxonomie
Die Art wurde als Forficula maritima erstbeschrieben. Synonyme lauten: Anisolabis addita Burr, 1913, Anisolabis piceus Shiraki, 1905, Gonolabis picea Borelli, 1907, Labidura advena Meinert, 1868 und Labidurodes singularis Shiraki, 1905.